# Ван Дорт, Ян
Ян (Йоп) Лендерт ван Дорт (нидерл. Jan "Joop" Leendert van Dort; 25 мая 1889, Хемстеде, Северная Голландия — 1 апреля 1967, Лейден, Южная Голландия) — нидерландский футболист, игравший на позиции нападающего, впоследствии футбольный тренер. Выступал за амстердамский «Аякс» и арнемский «Витесс».
За национальную сборную Нидерландов провёл пять матчей, бронзовый призёр Олимпийских игр 1920 года.

## Ранние годы
Ян родился 25 мая 1889 года в Хемстеде, младший сын Яна Лендерта ван Дорта и Дины Корнелии Вос. В его семье было ещё трое детей: Хендрик Виллем (1885), Анна Мария (1886), Корнелис (1888).

## Клубная карьера
Ван Дорт начал заниматься футболом в возрасте 13 лет в местной команде своего города ХВВ (нидерл. Heemsteedsche voetbal vereeniging). Позже Ян перешёл в харлемский ЭДО. В 1912 году ван Дорт вместе с братом Хенком перешёл в амстердамский «Аякс», а уже через год выступал в основной команде клуба. Первоначально Ян выступал на позиции полузащитника, но постепенно перешёл в линию нападения. В первые три года выступлений за «Аякс» Ян не слишком много получал игрового времени. Постепенно Ян стал одним из главных бомбардиров своей команды наряду с нападающим Яном де Натрисом. Ван Дорт в сезонах 1918/19, 1919/20 и 1921/22 становился лучшим бомбардиром «Аякса». В составе амстердамцев Ян дважды становился чемпионом Нидерландов.

## Карьера в сборной
В национальной сборной Нидерландов Ян дебютировал 5 апреля 1920 года в товарищеском матче против сборной Дании, в том матче также принимал участие другой нападающий «Аякса» Ян де Натрис, который также проводил свой дебютный матч. Нидерландцы довольно быстро открыли счёт в матче, уже на 4-й минуте Кеслер Були вывел свою сборную вперёд. Во втором тайме нападающий Ян де Натрис закрепил преимущество своей сборной, забив гол на 71-й минуте. В итоге подопечные Фреда Уорбартона победили со счётом 2:0.
В августе 1920 года Ван Дорт в составе олимпийской сборной Нидерландов отправился на Летние Олимпийские игры в бельгийский город Антверпен. В первом раунде турнира, сборная Нидерландов 28 августа 1920 года в Брюсселе встретилась с командой Люксембурга и победила со счётом 3:0. Выйдя в полуфинал турнира нидерландцы победили шведов в дополнительное время со счётом 5:4, но в этом матче Ян не принимал участие. В полуфинале, 31 августа 1920 года, нидерландцы потерпели поражение от Бельгии со счётом 3:0, в том матче Ван Дорт вновь оставался лишь запасным игроком. После поражения, сборная Нидерландов приняла участие в утешительном финале против Испании. 5 сентября 1920 года на Олимпийском стадионе в Антверпене, Нидерланды со счётом 3:1 уступили испанцам, таким образом завоевав лишь бронзовые медали Олимпийских игр. Для Яна тот матч стал последним в его карьере за национальную сборную, всего ван Дорт провёл пять матчей.

## Статистика

### Матчи ван Дорта за сборную Нидерландов
| Матчи ван Дорта за сборную Нидерландов | Матчи ван Дорта за сборную Нидерландов | Матчи ван Дорта за сборную Нидерландов | Матчи ван Дорта за сборную Нидерландов | Матчи ван Дорта за сборную Нидерландов | Матчи ван Дорта за сборную Нидерландов |
| -------------------------------------- | -------------------------------------- | -------------------------------------- | -------------------------------------- | -------------------------------------- | -------------------------------------- |
| №                                      | Дата                                   | Соперник                               | Счёт                                   | Голы ван Дорта                         | Соревнование                           |
| 1                                      | 5 апреля 1920                          | Дания                                  | 2:0                                    | —                                      | Товарищеский матч                      |
| 2                                      | 13 мая 1920                            | Италия                                 | 1:1                                    | —                                      | Товарищеский матч                      |
| 3                                      | 16 мая 1920                            | Швейцария                              | 1:2                                    | —                                      | Товарищеский матч                      |
| 4                                      | 28 августа 1920                        | Люксембург                             | 3:0                                    | —                                      | Олимпийские игры 1920                  |
| 5                                      | 5 сентября 1920                        | Испания                                | 1:3                                    | —                                      | Олимпийские игры 1920                  |

Итого: 5 матчей / 0 голов; 2 победы, 1 ничья, 2 поражения.

## Достижения
- Чемпион Нидерландов: 1918, 1919